# Abbaye Sainte-Anne de Bonlieu-sur-Roubion
Pour les articles homonymes, voir Abbaye Sainte-Anne et Abbaye de Bonlieu.
L'abbaye Sainte-Anne de Bonlieu-sur-Roubion est une ancienne abbaye, située à Bonlieu-sur-Roubion dans le département français de la Drôme en région Auvergne-Rhône-Alpes.

## Historique
Le monastère est fondé en 1171 par la comtesse Véronique de Marsanne, que la tradition associe à la maison de Poitiers, dite de Valentinois. C'est une abbaye féminine dont les moniales relèvent de l'ordre cistercien. Elle est placée sous l'autorité de l'abbaye Notre-Dame d'Aiguebelle. 
Bonlieu-sur-Roubion est né autour de son monastère, dont la basilique s'inscrit dans le courant de l'art roman provençal. 
Vers la fin du XIVe siècle, le monastère est ruiné par les routiers qui sévissent dans la région. En 1400, il est transformé en prieuré d'hommes et relève désormais de l'abbaye de Valcroissant.
De cette abbaye subsiste une partie de l'église abbatiale romane, qui date du XIIe siècle. La charte de fondation de l'abbaye, datant de 1171, fait mention pour la première fois en France du cépage marsanne, pour ses vignes.
À la Révolution, les bâtiments et les terres, déclarés biens nationaux, sont vendus à des particuliers pour résoudre la crise financière qui a causé la Révolution.
En 1871, une communauté de religieuses norbertines acquiert, restaure et rebâtit le monastère. La première supérieure, Marie Odiot de la Paillonne, devenue mère Marie de la Croix, avait l'intention de restaurer la branche féminine des prémontrés (ou norbertines) en France. Les ruines du site sont relevées grâce à des dons privés. Mais les sœurs sont exilées à Grimbergen, en Belgique, après les lois anticléricales de 1905.
Ce site abrite plus tard une petite communauté de frères prémontrés dépendants de l'abbaye de Mondaye, en Normandie. Les prémontrés quittent l'abbaye au cours de l'été 2014, laissant les bâtiments de l'abbaye revenir au diocèse de Valence.

### Église abbatiale
L'église abbatiale a été en grande partie reconstruite à la fin du XIXe siècle.
L'église est érigée par le pape Léon XIII en basilique mineure dédiée à sainte Anne ; elle est consacrée le 11 octobre 1899 par Mgr Thomas-Louis Heylen, évêque de Namur.
Elle fait l'objet d'une inscription au titre des monuments historiques depuis le 28 avril 1999.

## Éléments intéressants

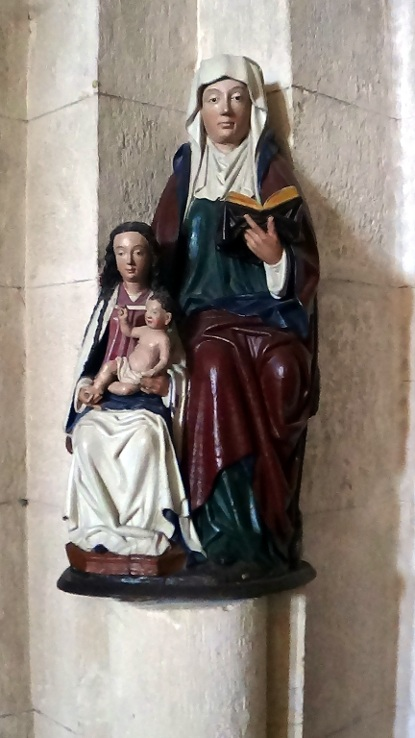
Statue "trinitaire".

Une statue « trinitaire » (figurant Jésus, sa mère Marie et sa grand-mère Anne) date du XIVe siècle. Elle est en bois polychrome et sa peinture est d'origine.